# BMW S38
BMW S38 – silnik BMW produkowany w trzech wersjach

## S38 B35
| Liczba cylindrów                           | 6                                      |
| Średnica cylindrów                         | 93,4 mm                                |
| Skok tłoka                                 | 84 mm                                  |
| Pojemność                                  | 3453 cm3                               |
| Stopień sprężania z katalizatorem          | 9,8:1                                  |
| Moc maksymalna z katalizatorem             | 191 kW przy 6500 obr./min              |
| Obroty maksymalne                          | 6500 obr./min (chwilowe 6900 obr./min) |
| Maksymalny moment obrotowy z katalizatorem | 330 Nm przy 4500 obr./min              |

## S38 B36
| Liczba cylindrów                           | 6                                      |
| Średnica cylindrów                         | 93,4 mm                                |
| Skok tłoka                                 | 86 mm                                  |
| Pojemność                                  | 3535 cm3                               |
| Stopień sprężania z katalizatorem          | 10,0:1                                 |
| Moc maksymalna z katalizatorem             | 232 kW przy 6900 obr./min              |
| Obroty maksymalne                          | 6900 obr./min (chwilowe 7200 obr./min) |
| Maksymalny moment obrotowy z katalizatorem | 360 Nm przy 4750 obr./min              |

## S38 B38
| Liczba cylindrów           | 6                                      |
| Średnica cylindrów         | 94,6 mm                                |
| Skok tłoka                 | 90 mm                                  |
| Pojemność                  | 3795 cm3                               |
| Stopień sprężania          | 10,5:1                                 |
| Moc maksymalna             | 250 kW przy 6900 obr./min              |
| Obroty maksymalne          | 6900 obr./min (chwilowe 7200 obr./min) |
| Maksymalny moment obrotowy | 400 Nm przy 4750 obr./min              |